# 不動 (漫画)
『不動』（ふどう）は、原作：天王寺大、作画：渡辺みちおによる日本の漫画。

## 概要
『週刊漫画ゴラク』（日本文芸社）にて連載された。単行本は全9巻。
本作品の主人公である岸田不動は、元は同誌で連載されていた格闘漫画・『撃覇』（原作・作画ともに『不動』と同じ）の主人公・天地翔のライバルとして登場した武術家であった。しかし、不動との対決の直前に翔が足を負傷して療養している間、極道の世界でのし上がっていく不動を中心に据えたストーリーが展開されていった。そして、かつて試合で両目を潰し失明させた兄弟子と再戦し、これが武道家としての最後の戦いと不動が宣言したところで『撃覇』は最終回を迎えた。本作品は、『撃覇』の連載が終了した直後に始まった不動を主人公にした漫画であり、いわば『撃覇』のスピンオフ作品でもある。
『撃覇』が格闘系のストーリーであったのに対し、『不動』はヤクザの抗争を中心としたストーリーとなっている。

## 登場人物

### 関東木曜会 岸田組
不動が組長を務める組。関東木曜会傘下。
岸田 不動
19歳。関東木曜会二代目岸田組組長。元古武道暮葉流師範代補佐。古武術を極め、素手での戦いには絶対的な自信を持つ。『撃覇』から続いての登場で本作では主人公に昇格。父親から岸田組を受け継ぎ二代目を襲名し、関東極道界にて異彩を放つ。
竹村 林一
岸田組若頭・竹一会組長。『撃覇』から続いての登場。不動の無謀な振る舞いに困惑しているが、その男気には心底惚れている。

### 関東木曜会
関東を拠点とする複数の暴力団が集まった関東最大の暴力団組織。

#### 関東木曜会 山城組
剛野 重太
54歳。関東木曜会会長・四代目山城組組長。不動とは前作・『撃覇』から浅からぬ因縁を持つ関東最大の組長。普段は不動の横紙破りな行動に振り回されて憎んでいるが、彼の成長を楽しみにしている一面もある。
村木 隆
36歳。関東木曜会山城組幹部。

#### 関東木曜会 江戸坂組
茂森 吉直
72歳。七代目江戸坂組組長。名門の名に恥じぬことを第一に考えている。そのため、新宿という巨万の富を生み出せる街を縄張りとしながらも組を痩せ細らせ、関西光和会の桜木に縄張りを乗っ取られてしまう。王率いる中国人グループ及び関西光和会との抗争が終結した後は、抗争の火種及び混乱を招いた責任を取らされ、剛野から引退の処分が下された。
棚下 洋司
34歳。江戸坂組若頭。血気盛んな極道で不動からも一目置かれていた。王との抗争で命を落とした。
鳥井 尚安
22歳。江戸坂組の茂森組長の運転手。不動暗殺に失敗して破門され、不動に拾われて「鳥安組」を立ち上げる。

### 関西光和会
関西最大の暴力団組織。全国制覇を狙っている。

#### 本家
河原崎正三
65歳。六代目関西光和会本家会長。先代が夢見た全国制覇の野望をしばらくは封印していたが、桜木の言葉に心を動かされる。全国制覇のためなら関東木曜会との全面戦争も厭わず、桜木に期待しつつも「失態を犯せば切り捨てる」と思っているなど武闘派で冷酷非情な性格。

#### 関西光和会直系 初貝組
初貝 元弘
43歳。関西光和会本家若頭・初貝組組長。

#### 関西光和会直系 桜木組
桜木裕一郎
表の顔は青年実業家。裏の顔は関西最大の暴力団である関西光和会本家若頭補佐で直系桜木組組長。28歳。野心に燃え、東京進出の足がかりとして新宿を狙う。『撃覇』から続いての登場。東京進出では江戸坂組の縄張りを乗っ取った後に王とも水面下での同盟を結ぶが、不動に追い詰められたことで王を裏切り、肩を負傷しながらも関西へ逃亡した。抗争後は東京進出失敗の責任を取らされ、指を詰められた上に若頭補佐を含む本家の役職も全て解任され、ただの直系組長に格下げされたことで不動への復讐を誓った。
市田 利夫
34歳。桜木組幹部・市田組組長。前作にもわずかに登場しており、前作から続いての登場。

### 中国人グループ
王 建陳
28歳。香港マフィア「15K」の最高幹部。10数年間空席になっている総首領「龍頭」の座に最も近いといわれている。自分にとって少しでも不都合な存在は即刻切り捨てるなど冷酷非情な性格で、その残虐さで新宿に巣食う不良中国人達を瞬く間に統一し、桜木と手を組んで不動ら関東木曜会と対立する。麗華の実兄で幼い頃から共に底辺を生き残ってきたが、不動との対立の中で彼女を誤って射殺してしまった。その後は不動を「必ず殺さなければならない相手」と認識し、彼と本気の対決をするも敗北。最期は高速道路の橋から自ら飛び降り、下を走っていた車に撥ねられて死亡した。
麗華
香港出身。ナイトクラブのナンバー1ホステス。王と過去から深いつながりがあり、その指令に背くことができない。王の実妹で幼い頃から共に底辺を生きてきたため、王とは一蓮托生の間柄だが、兄と対立する不動に惹かれたことで気持ちが動いてしまい、不動を庇って死亡した。
楊 華勝
38歳。四海省グループのリーダー。王に殺害された。

### 神奈川相馬組
本橋 晋平
相馬組若頭。組長殺しの嫌疑をかけられ逃亡中。不動とは五分の兄弟分。しかし、実際は濡れ衣を着せられており、真犯人も若頭補佐の城島であることが明らかになった。事件後は自分を信じてくれた不動に感謝した。
城島 京二
相馬組若頭補佐。頭の切れる経済派で本橋を追いかける。しかし、後に組長殺しの真犯人であることが明らかになる。組の発展には自分が必要不可欠であると思っており、自分より金を稼げていないにも関わらず序列が上の本橋を邪魔者とみなして組長殺しの罪を着せた。最期は不動に真犯人であることを暴かれ、激怒した新田に銃殺された。
三木本耕次
相馬組組長秘書。本橋によると大卒で空手の経験者だったため、学と力を兼ね備えた人物だったらしい。加えて金回りも良かったらしく、いつも高級ブランドのスーツを着こなしていたとのこと。城島の指示で本橋を呼び出して組長殺しの容疑を着せたが、口封じとして殺害された。
新田
相馬組組員。凶暴でならず者のような男だが自分を拾ってくれた相馬組組長には恩義を感じており、組長殺しの犯人とされている本橋のことを深く憎んでいる。後に真犯人が城島だったことを知ると激怒し、彼を銃殺した。

### その他
八木沢 長栄
不動の中学時代の恩師。青嵐高校のオーナー兼校長。荒廃した学校を再建するため、不動を教師に任命する。
若月 優菜
23歳。青嵐高校の女性教師。本人曰く「ヤクザが1番嫌いな人種で、その次に嫌いなのが暴力的な人間」とのこと。容姿端麗で問題児クラスを受け持った不動を気に入り、その過程で暴力団系列の金融会社から借金をしていた父親の救出を頼んだ。彼女自身はヤクザを極度に嫌っているため、組の名前を出せない不動は苦戦するも竹村の機転で解決した。しかし、不動が事件解決の過程で借金取り達を叩きのめしたため、彼に感謝はしたものの拒絶して去っていった。なお、不動の正体を知らないためか「今回のヤクザ達がたまたま良い人だったから解決した」と思い込んでいる模様。
天河 沙羅
不動のクラスの女子生徒。
南雲 星也
不動のクラスの超問題児。クラスのリーダー的存在で暴力団組長の実子。当初は不動と対立していたが、体当たりで接してくる彼に他の教師とは違うものを感じ、オフロードバイクによるレース対決を仕掛ける。初めは大会でも優勝したほどの腕前で優位に立つが、食い下がってくる不動との激闘の末に彼を認め、表立った反抗はしなくなった。

## 書籍情報
- 原作：天王寺大、作画：渡辺みちお 『不動』 日本文芸社〈ニチブン・コミックス〉、全9巻
  1. 2003年12月19日発売 ISBN 4-537-10258-6
  2. 2004年03月19日発売 ISBN 4-537-10282-9
  3. 2004年05月19日発売 ISBN 4-537-10298-5
  4. 2004年08月19日発売 ISBN 4-537-10324-8
  5. 2004年11月09日発売 ISBN 4-537-10352-3
  6. 2005年01月11日発売 ISBN 4-537-10369-8
  7. 2005年04月08日発売 ISBN 4-537-10394-9
  8. 2005年07月22日発売 ISBN 4-537-10421-X
  9. 2005年09月20日発売 ISBN 4-537-10441-4

## オリジナルビデオ
2011年、GPミュージアムソフトからDVDで発売。全2作。

### キャスト
- 関東木曜会二代目岸田組組長 岸田不動：蝶野正洋
- 関東木曜会江戸坂組組員→関東木曜会岸田組若頭 鳥井尚安：Koji
- 関東木曜会江戸坂組若頭 棚下洋司：虎牙光揮
- 関東木曜会岸田組若頭→関東木曜会岸田組幹部 竹村林一：永倉大輔
- 関東木曜会七代目江戸坂組組長 茂森吉直：加納竜
- 関西光和会桜木組組長 桜木裕一郎：本宮泰風
- 関西光和会桜木組市田組組長 市田利夫：森永健司
- 関東木曜会会長・四代目山城組組長 剛野重太：岡崎二朗
- 香港マフィア「15K」最高幹部 王建陳：松田優
- 香港マフィア「15K」メンバー：木村圭作

### スタッフ
- 監督：辻裕之
- プロデューサー：渋谷正一、山本芳久、池田大威
- 企画：山本ほうゆう
- 脚本：中谷暢宏
- 撮影：今泉尚亮
- 照明：岩崎豊
- 録音：沼田和夫
- 編集：小川幸一
- 選曲効果：藤本淳
- 美術：大島政幸
- 装飾：中谷暢宏
- 助監督：山鹿孝起
- ガンエフェクト：遊佐和寿
- 制作協力：スタジオデコレーション
- 制作：メディア・ワークス
- 製作：サテライト